# Zgornji Janževski Vrh
Zgornji Janževski Vrh este o localitate din comuna Ribnica na Pohorju, Slovenia, cu o populație de 33 de locuitori.